# Твін-Бріджес (Монтана)
Твін-Бріджес (англ. Twin Bridges) — місто (англ. town) в США, в окрузі Медісон штату Монтана. Населення — 330 осіб (2020).

## Географія
Твін-Бріджес розташований за координатами 45°32′34″ пн. ш. 112°20′1″ зх. д. / 45.54278° пн. ш. 112.33361° зх. д. (45.542747, -112.333730).  За даними Бюро перепису населення США в 2010 році місто мало площу 2,48 км², уся площа — суходіл. В 2017 році площа становила 2,63 км², уся площа — суходіл.

## Демографія
Згідно з переписом 2010 року, у місті мешкало 375 осіб у 172 домогосподарствах у складі 94 родин. Густота населення становила 151 особа/км².  Було 206 помешкань (83/км²).
Расовий склад населення:
| - 96,0 % — білих - 0,5 % — корінних американців - 0,5 % — чорних або афроамериканців |

До двох чи більше рас належало 2,1 %. Частка іспаномовних становила 2,9 % від усіх жителів.
За віковим діапазоном населення розподілялося таким чином: 22,7 % — особи молодші 18 років, 58,4 % — особи у віці 18—64 років, 18,9 % — особи у віці 65 років та старші. Медіана віку мешканця становила 44,6 року. На 100 осіб жіночої статі у місті припадало 120,6 чоловіків;  на 100 жінок у віці від 18 років та старших — 116,4 чоловіків також старших 18 років.
Середній дохід на одне домашнє господарство  становив 43 447 доларів США (медіана — 38 250), а середній дохід на одну сім'ю — 55 936 доларів (медіана — 50 938). За межею бідності перебувало 10,4 % осіб, у тому числі 1,9 % дітей у віці до 18 років та 13,6 % осіб у віці 65 років та старших.
Цивільне працевлаштоване населення становило 128 осіб. Основні галузі зайнятості: освіта, охорона здоров'я та соціальна допомога — 38,3 %, сільське господарство, лісництво, риболовля — 11,7 %, науковці, спеціалісти, менеджери — 10,9 %.